# 巴蓋賈特

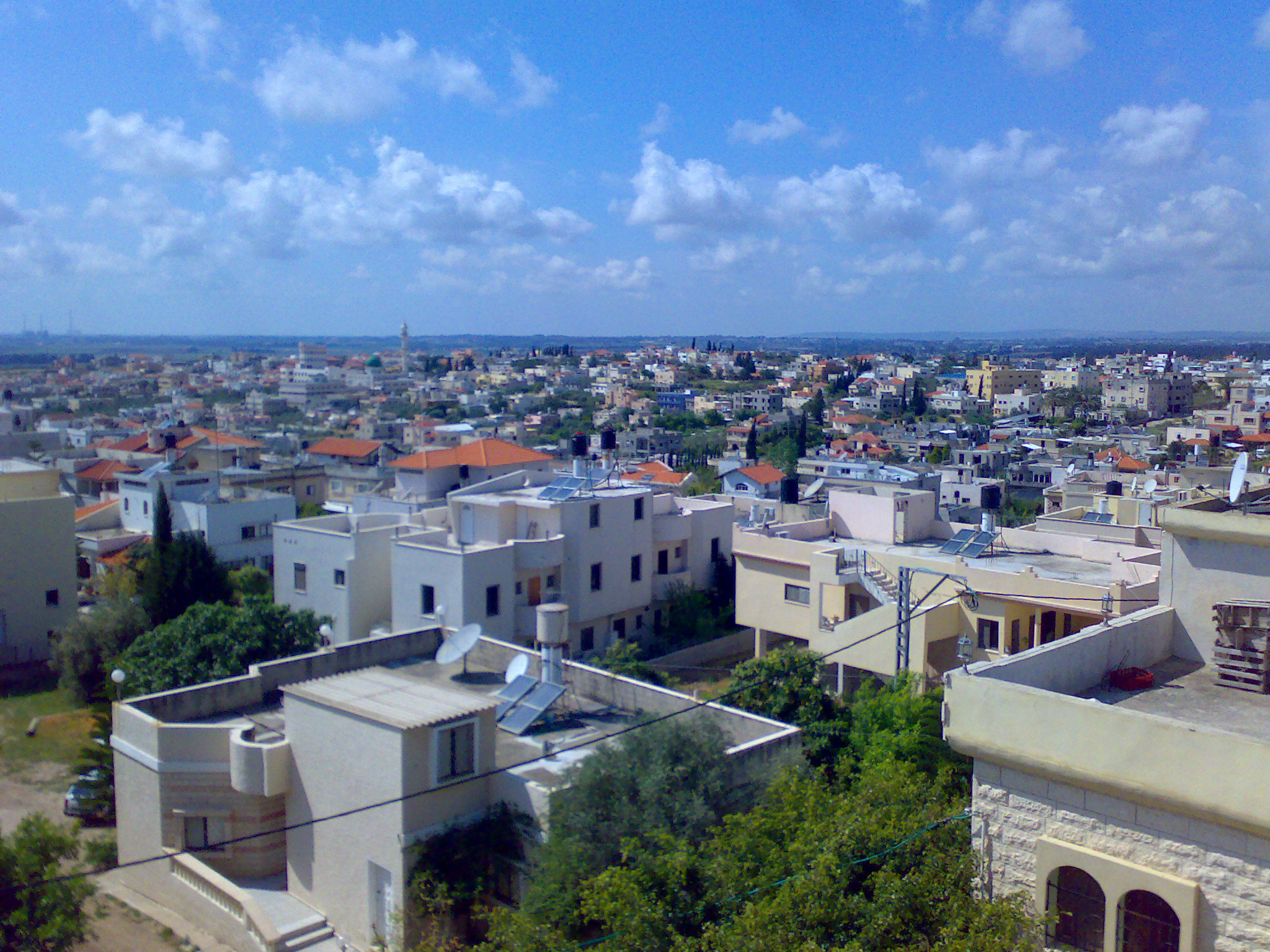

巴蓋賈特是以色列的城市，位於該國西北部，由海法區負責管轄，面積16.39平方公里，海拔高度46米，2010年人口35,200，人口密度每平方公里2,147人。